# Município de Crawford (condado de Coshocton, Ohio)
Localização do Ohio nos E.U.A.
O município de Crawford (em inglês: Crawford Township) é um município localizado no condado de Coshocton no estado estadounidense de Ohio. No ano 2010 tinha uma população de 1858 habitantes e uma densidade populacional de 28,16 pessoas por km².

## Geografia
O município de Crawford encontra-se localizado nas coordenadas 40° 24′ 33″ N, 81° 45′ 30″ O. Segundo a Departamento do Censo dos Estados Unidos, o município tem uma superfície total de 65.98 km², da qual 65,98 km² correspondem a terra firme e (0 %) 0 km² é água.

## Demografia
Segundo o censo de 2010, tinha 1858 pessoas residindo no município de Crawford. A densidade de população era de 28,16 hab./km².